# Bruchophagus astragali
Bruchophagus astragali är en stekelart som beskrevs av Lidia Ivanovna Fedoseeva 1954. Bruchophagus astragali ingår i släktet Bruchophagus och familjen kragglanssteklar. Arten är reproducerande i Sverige. Inga underarter finns listade.